# Ayahuasca

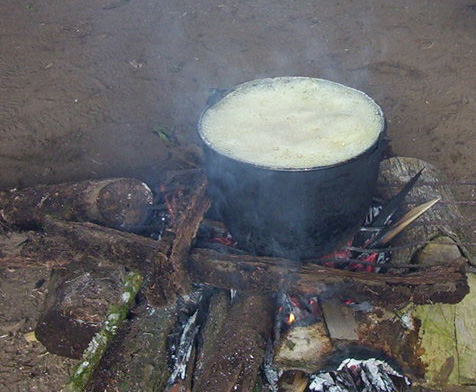
Bereiding van ayahuasca in de regio Iquitos van Peru

Ayahuasca is de verzamelnaam voor een groep plantenbrouwsels die MAO-remmers bevattende planten combineren met planten die andere (meestal indole) alkaloïden bevatten. De naam ayahuasca is afkomstig uit de taal van de Quichua en kan vertaald worden als "slingerplant van de ziel". In het Quechua betekent aya geest, dode, voorvader of ziel; huasca betekent touw of liaan, naar de lianensoort Banisteriopsis caapi, een hoofdbestanddeel in de meeste ayahuascabrouwsels.
Ayahuasca wordt door sommige indianenstammen ritueel gebruikt in de Amazone-regenwouden van Zuid-Amerika. Wanneer het gebruik is aangevangen weet men niet; de traditie is zeker honderden jaren oud. Inmiddels is het traditionele gebruik in Zuid-Amerika verspreid van Ecuador in het westen en de Orinoco in het noorden tot aan Paraguay in het zuidoosten.
De thee wordt over het algemeen gemaakt uit een plant (de Psychotria viridis, die de psychoactieve stof dimethyltryptamine (DMT) bevat) en een liaan (de Banisteriopsis caapi, die de MAO-remmer Harmine/Harmaline bevat). De combinatie van deze twee stoffen zorgt voor een zeer sterk psychoactief brouwsel met een hevige bewustzijnsveranderende werking.
Binnen de Santo Daime-kerk wordt het entheogeen ayahuasca als sacrament beschouwd. Tijdens de diensten wordt in groepsverband ayahuasca gedronken.

## Naamgeving
Ayahuasca is onder veel namen bekend:
- "Caapi", "Cipó", "Dápa", "Pindé", "Hoasca" of "Daime" in verschillende delen van Brazilië
- "Kahi", "Mihi", "Yagé" of "Yajé" in Colombia
- "Ayahuasca" of "Ayawaska" in Ecuador, Bolivia, Peru en sommige delen van Brazilië
- "Natema" of "Natem" bij de Jivaro-indianen

De naam ayahuasca komt uit het Quechua en betekent "slingerplant van de ziel"; "aya" betekent "voorouder" of "dode" of "geest", "wasca" staat voor "liaan","slingerplant" of "touw".
De naam Daime is een verwijzing naar het Portugese woord voor "geven" en wordt gebruikt in de Santo Daime-kerk.

## Geschiedenis
Over de geschiedenis van het gebruik van ayahuasca is niet veel bekend. Wel doen de uitgebreide verspreiding in het Amazonebekken, de veelheid aan plaatsgebonden namen en vooral de diepe wortels die het gebruik ervan in de diverse culturen heeft, vermoeden dat het middel al heel lang gebruikt wordt.
Het middel werd voor het eerst beschreven door missionarissen die het middel als demonisch afdeden. In 1851 is de Brit Richard Spruce de eerste westerling die plantenmateriaal van de B. Caapi verzamelt, hij stuurt het op naar de Royal Botanical Gardens in Kew, alwaar het materiaal in 1969 herontdekt en onderzocht wordt.
In de jaren twintig van de twintigste eeuw ontstond in Brazilië onder leiding van Raimundo Irineu Serra (beter bekend als Mestre Irineu) het Santo Daime-geloof dat (evenals het later ontstane União do Vegetal of UDV) ayahuascatradities combineert met katholiek christendom, en langs die weg nog later een belangrijke rol speelt in de verspreiding van ayahuasca naar het westen.
De American Pharmaceutical Association bekijkt op haar jaarlijkse bijeenkomst in 1923 een film over een ayahuascaceremonie, maar dat leidt niet direct tot uitgebreide bekendheid in het Westen, noch tot veel wetenschappelijk onderzoek. In 1963 publiceren William S. Burroughs en Allen Ginsberg "The Yage Letters", waarin zij hun ervaringen met Yage (ayahuasca) beschrijven. Dat is het begin van algemene bekendheid met ayahuasca in het Westen. In de jaren negentig van de twintigste eeuw verspreidt het gebruik van ayahuasca zich via de Santo Daime-kerk naar Europa waar vervolgens via verschillende rechtszaken werd getracht het gebruik aan banden te leggen. In mei 2001 sprak de rechtbank in Amsterdam uit dat het rituele gebruik van ayahuasca door leden van de Santo Daime-kerk beschermd wordt door artikel 9 van het EVRM, zijnde de bescherming van godsdienstvrijheid. Sindsdien treedt de politie niet meer actief op tegen het gebruik door leden van de kerk. De ingrediënten van ayahuasca zijn tegenwoordig ook in veel smartshops verkrijgbaar.
In Frankrijk won de Santo Daime in 2005 ook een rechtszaak, daarbij was echter niet de godsdienstvrijheid doorslaggevend maar het feit dat de in de ayahuasca aanwezige DMT niet geïsoleerd was. Inmiddels is in Frankrijk ook de bereiding van ayahuasca strafbaar gesteld.

## Gebruik en bereiding
Ayahuasca wordt sinds mensenheugenis door diverse stammen van het Amazoneregenwoud ritueel gebruikt voor reiniging, genezing, voorspelling en toverij. Het wordt gezien als een middel dat de ziel kan bevrijden van het lichamelijke omhulsel om vrij te kunnen bewegen door "andere werkelijkheden" waar ze kan communiceren met haar voorouders. Het is in alle culturen waar het mee geassocieerd wordt een heilig sacrament, bijna altijd van de hoogste orde. Bij verschillende stammen is het ook als initiatie tot wasdom (meestal uitsluitend voor mannen/jongens) rond het 13e levensjaar in gebruik.
Minder bekend is het medische gebruik van ayahuasca; in sommige samenstellingen roept ayahuasca heftig braken en/of diarree op waarbij het maag-darmkanaal wordt gezuiverd van wormen en andere parasieten; in zulke gevallen spreekt men ook wel van "la Purga" oftewel "de uitdrijving". Bovendien blijken ook de harmaline-alkaloïde bestanddelen bij te dragen aan de bestrijding van dergelijke parasieten. Daarnaast is ayahuasca behulpzaam gebleken bij het helen van verslavingen, trauma's en de gevolgen van verstoorde familiebanden.
Er bestaan geen vaste ayahuascarecepten. Doseringen zijn afhankelijk van de groeicondities van de planten en de gevoeligheid van de gebruiker.
Elke sjamaan heeft zijn eigen recepten, waarmee weer gevarieerd wordt, afhankelijk van het gewenste effect. Vaak worden er nog andere planten aan toegevoegd zoals tabak, cannabis, datura of Brugmansia om een bepaalde draai aan de ervaring te geven. Het wordt niet aangeraden zulke planten toe te voegen tenzij men een ervaren ayahuascagebruiker is.

## Ayahuasca in Nederland
Ayahuasca werd in 1992 in Nederland geïntroduceerd door de Amsterdamse Geraldine Fijneman, die in Zuid-Amerika in contact kwam met ayahuasca. Zij nam het middel mee naar Nederland en richtte in 1995 de eerste kerkgemeenschap van de Santo Daime-religie in Nederland op. Hier wordt de heilige thee of Daime in de oorspronkelijke rituele context gebruikt door mensen die daar belangstelling voor hebben. De kerk telt inmiddels enkele honderden leden en houdt haar diensten vaak in christelijke kerkgebouwen die nog zelden worden gebruikt.
Er is echter in 1999 in Nederland een strafvervolging aanhangig gemaakt wegens het voorhanden hebben van DMT, bestanddeel van ayahuasca, en vermeld op de bij de Opiumwet behorende lijst I. De strafzaak eindigde in vrijspraak voor de twee kerkleiders op grond van de feiten dat Santo Daime een erkende religie is en het gebruik van ayahuasca binnen de rituele context van de kerk geen gevaar oplevert voor de volksgezondheid. Daaruit volgt, op grond van Artikel 9 van het Europees Verdrag voor de Rechten van de Mens, dat de Santo Daime-kerken in hun sacrament ayahuasca mogen gebruiken.
In een andere rechtszaak, tegen twee particulieren, is het Openbaar Ministerie niet-ontvankelijk verklaard wegens ernstige overschrijding van de redelijke termijn, bedoeld in artikel 6 EVRM. Wel werd het verzoek tot teruggave van de inbeslaggenomen ayahuasca door het gerechtshof afgewezen, en het cassatieberoep daartegen werd verworpen door de Hoge Raad op 12 januari 2007. De Hoge Raad vond dat deze particulieren zich, in tegenstelling tot de erkende kerkleiders, niet met succes op de godsdienstvrijheid konden beroepen.
Inmiddels heeft het ayahuascagebruik zich ook buiten de context van de Santo Daime-kerk verspreid. Op diverse plaatsen in Nederland wordt in groepsverband ayahuasca gebruikt, al dan niet gebruikmakend van religieuze symboliek. Op basis van bezoekersaantallen van diverse rituelen wordt geschat dat minstens enkele duizenden Nederlanders ayahuasca hebben geprobeerd. Harde cijfers hierover ontbreken echter.

## Effecten op de gezondheid
De effecten op de gezondheid zijn niet uitgebreid onderzocht. Niettemin zijn er bij het Trimbos-instituut geen gevallen van verslaving bekend.
Het gebruik van ayahuasca heeft mogelijk antidepressivum en anxiolyse effecten, zoals bleek uit een onderzoek uit 2018.